# 诸葛忠武侯文集
《诸葛忠武侯文集》清张澍撰,共十一卷分为《文集》四卷，《附录》二卷，《故事》五卷。1960年段熙仲、闻旭初根据张澍《诸葛忠武侯文集》用新式标点编排，并加注释，名为《诸葛亮集》，中华书局出版。

## 卷首
包括：
- 张澍《编辑葛忠武侯文集自序》。
- 陈寿《诸葛亮传》
- 《诸葛亮著作考》

## 文集
《文集》四卷是诸葛亮的著作。

### 卷一
包括《草卢对》《前出师表》《后出师表》《自表后主》《上先帝书》《答关羽书》《与孙权书》《诫子书》

### 卷二
包括《教》《作斧教》《军令》《兵法》《兵法秘诀》《作木牛流马法》《八陈图法》《论光武》《梁甫吟》

### 卷三《便宜十六策》
全卷为《便宜十六策》包括：
《治国》《君臣》《治人》《治军》《治乱》《教令》等

### 卷四《将苑》
《将苑》包括《兵权》《将才》《将志》《出师》《戒备》《兵势》《情势》《南蛮》等。

## 《附录》
- 卷一：包括刘备与诸葛亮诏书，曹操，孙权与诸葛孔明书等。
- 卷二：后人对诸葛亮的评论，包括《三国名臣赞》《诸葛公论》《诸葛武侯庙碑铭》等。

## 《故事》
《诸葛故事》五卷。

## 英译本
诸葛亮的兵法著作有英译本：
- Mastering the Art of War，By Liu Ji, Zhuge Liang，Edited by Thomas Cleary； Shambhala Library， Boston， New York ISBN 1-59030-264-8